# Uttenreuther Träumer
Die Uttenreuther Träumer, in der Forschung auch Fränkische Träumersekte genannt, waren eine endzeitlich ausgerichtete Glaubensgemeinschaft, die im Sommer 1530 von dem Uttenreuther Schmied Hans Schmid gegründet worden war und nur kurze Zeit bestand. Manche ihrer Anhänger stammten aus den 1526/27 von Hans Hut initiierten Täufergemeinden des Frankenlandes, vor allem aus der Uttenreuther Täufergemeinde. Die Benennung dieser Bewegung als „Träumer“ findet sich bereits in zeitgenössischen Quellen aus dem Frühsommer 1531. Bekannt geworden sind die Uttenreuther Träumer vor allem durch ihre sogenannten „geistlichen Ehen“, um die sich manche Gerüchte rankten.

## Geschichte
Bereits im Herbst 1527 glaubte Hans Schmid zum ersten Mal die Stimme des Heiligen Geistes zu hören. Dieses ungefähre Datum lässt sich aus einer Aussage ableiten, die der Uttenreuther Schmied am 25. Mai 1531 zu Protokoll gab. Er sei „lenger dan dreu ganze jar mit im umbgangen“. Allerdings habe ihm die Stimme „verpoten, das ers niemand sagen soll, bis sein zeit kumb“. Zu dieser Zeit waren Hans Schmid und die anderen „Träumer“ noch Mitglieder der fränkischen Täuferbewegung. Einige hatten noch von Hans Hut das Zeichen der Taufe empfangen. Andere – und dazu gehörte wohl auch Hans Schmid – waren von Georg Volk, der im Herbst 1527 in Uttenreuth und Umgebung als täuferischer Sendbote unterwegs war, getauft worden.
Um Pfingsten 1530 sah Hans Schmid während eines Hausgottesdienstes die ihm verordnete Schweigezeit als beendet an und forderte die Versammelten auf, direkte Weisung von Gott zu erwarten. Dieses Datum gilt als der eigentliche Beginn der Träumergemeinschaft. Hans Schmid nannte in den späteren Verhören sowohl das Pfingstfest als auch die Zeit um den 24. August 1530 (Bartholomäi) als Gründungstermin seiner Bewegung. Den beiden Zusammenkünften folgte jeweils ein dreitägiges Fasten. Schmid scheint während des Pfingstfastens eine besondere Berufungsvision erlebt zu haben. Rückblickend erklärte er bei den späteren gerichtlichen Untersuchungen, Jesus Christus sei ihm erschienen; „er hab ine gesehen nacket mit allen wunden, wie er am creuz gehangen sei.“ Drei Tage sei er vom Gekreuzigten mit einem Schweißtuch abgewischt worden. Dabei hätte Jesus ihm gesagt, „fleisch, geist und pein sei alles sein, und on sein zutun kun er kein oden lassen [...].“
In einer ersten Versammlung nach der Fastenzeit um Bartholomäi waren es nur fünf Personen, die sich bei Schmid trafen. Kurze Zeit später nahmen zwölf im peinlichen Verhör namentlich erwähnte Männer und Frauen an der Träumer-Versammlung teil, um miteinander den Willen Gottes zu erkunden. Termine und Treffpunkte der Gemeinschaft wurden im Vorfeld nicht abgemacht. Die Zusammenkünfte folgten auch keiner bestimmten Liturgie. Nur wenn es die Stimme Gottes gefordert hätte, seien sie zusammengekommen. Niemand habe von sich aus etwas gesagt, es sei denn, „was im die stim [Gottes] bevolen hab.“
Die Mitglieder der Gemeinschaft hielten sich untereinander für gleichberechtigt. Eine gewisse Autorität als „prophet von got“ nahm nur Hans Schmid für sich in Anspruch. Er entschied in dieser Funktion über die Aufnahme neuer Mitglieder und konnte, sofern über die Erklärung der bei den Zusammenkünften berichteten Träume keine Einigkeit erzielt wurde, eine verbindliche Deutung abgeben.

## Verbreitung der Träumerbewegung
Von Uttenreuth aus breitete sich die Träumerbewegung vor allem im Fränkischen aus. Regionale Schwerpunkte waren die Gebiete um Erlangen / Altenerlangen, Nürnberg, Herzogenaurach und Creglingen. Die Träumerlehren fielen vor allem bei ehemaligen Täufern auf fruchtbaren Boden. Die prophetischen Vorhersagen ihres Gründers Hans Hut hatten sich nicht erfüllt und ihre Gemeinden waren durch zum Teil heftige Verfolgungen zerstört worden.
Auch in Thüringen scheinen „Träumer“ aufgetreten zu sein. Bekannt geworden ist dort unter anderem der Fall der aus Staffelstein gebürtigen Kunigunde Zindeler, die in Frankenhausen lebte. In einem Verhörprotokoll heißt es: „ir sei eine stimme vorkommen, das sie nit anders gleuben solle, dan das der weg das leben und die warheit sei.“ Weitere namentlich bekannte Vertreter träumerischer Lehren auf thüringischem Gebiet sind wohl auch der aus Coburg stammende Täufermärtyer Jakob Storger  sowie Klaus Frey von Windsheim gewesen.
Die Angaben der folgenden Tabelle orientieren sich an Günter Bauer, Anfänge täuferischer Gemeindebildungen in Franken (1966), S. 169 f, Anmerkung 38.
| Ort                              | Namentlich bekannte Mitglieder | Bemerkungen |
| -------------------------------- | --- | --- |
| Alterlangen (auch Altenerlangen) | Marx Meier, Michael Meier, Hans Maier | Alterlangen ist ein ehemaliges Dorf und heute ein statistischer Bezirk der kreisfreien Stadt Erlangen.                                                                 |
| Burgstall                        | Christina Pertin, Katharina Pertin, Margarethe Pertin (Mutter der Christina und Katharina Pertin) | Burgstall ist heute ein Gemeindeteil der Stadt Herzogenaurach. |
| Craintal (auch Crainthal)        | Anna Kern, Apollonia Kern, Elise Kern, Hans Kern, Georg Kern, Katharina Kern, Margarethe Kern (Magd bei Bartholomäus Kern), Margarethe Kern (Tochter des Bartholomäus Kern), Margarethe Kern (Ehefrau des Bartholomäus Kern), Melchior Kern, Balthasar Freund, ? Freund (Balthasar Freunds Ehefrau), Philipp Jakob, Barbara Jakob (Philipp Jakobs Ehefrau) | Craintal ist heute ein Gemeindeteil der Stadt Creglingen im heutigen Main-Tauber-Kreis (Baden-Württemberg).                                                            |
| Erlangen                         | Paul Leutenbacher (Hirte), ? Leutenbacher (Paul Leutenbachers Ehefrau), Stefan Leutenbacher (Sohn des Ehepaares Leutenbacher), Barbara Leutenbacher (Tochter des Ehepaares Leutenbacher) | |
| Herzogenaurach                   | Cunz Zigler, ? Zigler (Cunz Ziglers Ehefrau), Peter Wagner, ? Wagner (Peter Wagners Ehefrau) | Herzogenaurach ist eine Stadt im heutigen Landkreis Erlangen-Höchstadt.                                                                                                |
| Pommer                           | ? Koch (Ehefrau des Christoph Koch), ? (eine Hirtin) | Pommer ist ein Gemeindeteil des Marktes Igensdorf im heutigen Landkreis Forchheim.                                                                                     |
| Iphofen                          | Wolf N. | Iphofen ist eine Stadt im heutigen Landkreis Kitzingen. |
| Kalchreuth                       | Cunz Hafner, ? Hafner (Cunz Hafners Ehefrau), Peter ?, Michel ?, „Hafners ganzes Gesinde“ | Kalchreuth ist eine Gemeinde im heutigen Landkreis Erlangen-Höchstadt.                                                                                                 |
| Leutenbach                       | Stefan Igel, Barbara Igel (Ehefrau von Stefan Igel?) | Leutenbach liegt im heutigen Landkreis Forchheim. |
| Röttenbach                       | ? Karb (eine Hirtin) | Röttenbach ist eine Gemeinde im heutigen Landkreis Erlangen-Höchstadt.                                                                                                 |
| Rosenbach                        | Jobst Hempel (genannt Gostenhempel) | Rosenbach ist ein Gemeindeteil des Marktes Neunkirchen am Brand im Landkreis Forchheim, Oberfranken.                                                                   |
| Sieglitzhof                      | Barbara Leutenbacher, Paul Harscher, ? Harscher (Ehefrau des Paul Harscher) | Sieglitzhof ist heute ein statistischer Bezirk im Stadtteil Nord der kreisfreien Stadt Erlangen.                                                                       |
| Tennenlohe                       | Hans Beck | Tennenlohe ist heute ein statistischer Bezirk im Stadtteil Südost der kreisfreien Stadt Erlangen.                                                                      |
| Uttenreuth                       | ? Beck (Ehefrau des Georg Beck), Agnes Leitner, Jakob Leitner, Anna Schmid, Hans Schmid, Katharina Schrenz, Fritz Strigel, Margarethe Strigel | Ausgangspunkt der Träumerbewegung |
| Weiher                           | Cunz Beck, ? Beck (Ehefrau des Cunz Beck) | Weiher ist seit 1978 einer der beiden Gemeindeteile Uttenreuths. |
| Wolfsfelden                      | Christina Stark, Elise Stark, ? Stark (Mutter von Christina und Elise Stark) | Wolfsfelden war ein Gemeindeteil von Kalchreuth, der auf einer Lichtung, der Wolfsfelder Wiese, im Sebalder Reichswald zwischen Kalchreuth und Neunhof (Nürnberg) lag. |

## Veröffentlichungen (Auswahl)
Quellen
- Karl Schornbaum (Hrsg.): Markgraftum Brandenburg (Bayern I. Abtheilung), Band II in der Reihe: Quellen zur Geschichte der Wiedertäufer, Leipzig 1934

Literatur
- Günter Bauer: Anfänge täuferischer Gemeindebildung in Franken, Band XLIII in der Reihe Einzelarbeiten aus der Kirchengeschichte Bayerns (Hrsg.: Verein für bayerische Kirchengeschichte unter verantwortlicher Schriftleitung von Georg Kuhr), Nürnberg 1966, S. 162–175
- Richard van Dülmen: Reformation als Revolution. Soziale Bewegung und religiöser Radikalismus in der deutschen Reformation, München 1977, ISBN 3-423-04273-7, S. 222f
- Gottfried Seebaß: Müntzers Erbe. Werk, Leben und Theologie Hans Huts, Band 73 in der Reihe Quellen und Forschungen zur Reformationsgeschichte (Hrsg. Irene Dingel im Auftrag des Vereins für Reformationsgeschichte), Gütersloh 2002, ISBN 3-579-01758-6,  S. 239–245
- Anselm Schubert: Der Traum vom Tag des Herrn. Die „Uttenreuther Träumer“ und das apokalyptische Täufertum. In: Archiv für Reformationsgeschichte, Nr. 97/2006, S. 106–136
- Hans-Jürgen Goertz: Träume, Offenbarungen, Visionen. In: Ders.: Radikalität der Reformation. Aufsätze und Abhandlungen, Göttingen 2007, S. 164–187
- Katharina Reinholdt: Ein Leib in Christo werden. Ehevorstellungen und Ehepraxis bei den Täufern im 16. und frühen 17. Jahrhundert, Göttingen 2012
- Erich Paulus / Regina Paulus: Uttenreuth. Geschichtsbuch über ein fränkisches Dorf am Rande der Stadt, Uttenreuth 2001, ISBN 3-87707-576-2, S. 58–62